# Dolina Veľkej hučavy
Dolina Veľkej hučavy (polsky Dolina Wielkiej Huczawy německy Tal des Großen Rauschbaches, Tal des Großen Rausches maďarsky Nagy Zűgópatak, Rausch-patak, Nagy Rausch patak) je malé údolí na úpatí Vysokých Tater na Slovensku. Zvažuje se z jižních srázů Ostrvy a jihozápadních srázů Tupé na jih a protíná Cestu Svobody asi 1 km na západ od Vyšných Hágů a směřuje k Štôle. Je dlouhé asi 4 km. Údolím protéká potok Veľká hučava, jeho přítokem je Malá hučava, která protéká Dolinou Malé hučavy. Údolí ze západní strany od Mengusovské doliny odděluje masiv Ostrvy a z východu ji od Štôlské doliny odděluje vrch Klin, který je částí ramene Tupej. 

## Název
Je odvozen ze jména Velké hučavy, potoka, který protéká údolím. 

## Turistika
Údolím prochází  červeně značená Tatranská magistrála ze Sliezského domu do Sedla pod Ostrvou.